# Tkvarcheli (pueblo)
Tkvarcheli (en georgiano: ტყვარჩელი; en abjasio: Тҟәарчал, romanizado: Tkvarchal) es un pueblo que pertenece a la parcialmente reconocida República de Abjasia, dentro del distrito de Tkvarcheli, aunque de iure es parte del municipio de Ochamchire de la República Autónoma de Abjasia de Georgia. No se debe de confundir el pueblo de Tkvarcheli con la cercana ciudad de Tkvarcheli, capital del distrito. 

## Toponimia
Anteriormente, entre 1952 y 1953, fue conocido como Vardisubani.

## Geografía
Tkvarcheli está ubicado en las colinas de la cresta Rechshja a lo largo de la margen izquierda del río Galidzga, a 6 km al sur de Tkvarcheli. Limita con Tkvarcheli en el norte; en el oeste, parte del distrito de Ochamchire, tiene frontera con Pokveshi y Gupi; y los pueblos de Agubedia y Pirveli Bedia en el sur. Las aldeas de Akvarchapani y Atishadu están bajo la administración del pueblo. 
Al este del pueblo hay terrenos montañosos y boscosos de difícil acceso donde está la montaña de Lashkendar (1.373 m), uno de los siete santuarios del pueblo abjasio.

## Historia
En el siglo XIX, Tkvarcheli era uno de los pueblos de montaña más grandes de Abzhua cuyo territorio era mucho más grande que el actual (la ciudad moderna de Tkvarcheli se formó más tarde en las tierras de la aldea de Tkvarcheli). La viajera Carla Serena, que visitó Abjasia en la segunda mitad del siglo XIX, hace la siguiente descripción del pueblo:
“En uno de los pliegues del relieve montañoso, se resguardaba el pueblo de Tkvarcheli, que da nombre a las aguas minerales vecinas. , y cuya principal riqueza es la miel, recolectada por innumerables enjambres de abejas en los bosques circundantes. Saliendo de Bedia temprano en la mañana, llegué a este pueblo al mediodía... Anchabadze de Tkvarcheli, cuya hospitalidad aproveché, era un príncipe rural típico de estos lugares. De unos sesenta años, seco, alto, ralo, cabello gris y una larga barba blanca destacaban su piel bronceada. Los ojos azules -el color predominante entre los locales- y una nariz exorbitantemente larga le daban a su rostro un aspecto muy especial... El patio del príncipe abjasio era similar a todos los patios locales. Allí, justo en ese momento, se estaba construyendo una casa de madera (aquaska), lo que era una gran preocupación para el propietario. Anticipándose a la finalización de la construcción, la familia se acurrucó en una choza apache o de reserva, donde, como de costumbre, todos dormían en la misma habitación sin distinción de género... A una docena de millas del pueblo de Tkvarcheli hay manantiales de azufre con el mismo nombre. Puedes llegar allí por la carretera, a ambos lados de los cuales se abren abismos. El camino es tan angosto que un caballo apenas puede caminar por él. El manantial brota de una roca en la ladera de una montaña y cae en una poza-depósito, de más de un metro de profundidad, situada a seis metros de ella, construida en piedra, pero con piso de madera. En esta piscina, protegida del sol por un techo tosco sobre pilares, pueden nadar varias personas a la vez. Cerca hay una habitación climatizada si es necesario, que sirve para cambiarse de ropa. Estos baños son gratuitos. Fueron equipados por el último Aj de Abjasia, Mijáil Shervashidze, quien fue tratado aquí por urolitiasis y tenía una vivienda aquí en las montañas, que luego fue destruida por un incendio”.
Entre los años 1920 y 1930, los asentamientos de Kvezani o Akarmara se separaron de la aldea y en 1942 se fusionaron para fundar la ciudad de Tkvarcheli. Así, el pueblo de Tkvarcheli perdió la mayor parte de su territorio.
Durante la guerra de Abjasia en 1992-1993, la aldea fue gobernada por guerrilleros abjasios y, después de los combates, la población siguió bajo el dominio de Abjasia. En 1994 fue asignado a un distrito de nueva creación el de Tkvarcheli.

## Demografía
La evolución demográfica de Tkvarcheli entre 1886 y 2011 fue la siguiente:
| 1426                                                | 1950 | 1332 | 1213 | 545 |
| (Fuente: Population of Abkhazia since Soviet times) |      |      |      |     |

La población del pueblo Tkvarcheli ha disminuido más de la mitad tras la guerra de Abjasia pero su composición no ha variado, siendo enormemente mayoritarios los abjasios étnicos. Tkvarcheli es el único pueblo de Abzhua en el distrito de Tkvarcheli, y también el único en el distrito donde no se habla mingreliano.
|              | 2011      | 2011       |
| Grupo étnico | Población | Porcentaje |
| ------------ | --------- | ---------- |
| Georgianos   | 17        | 3,1%       |
| Abjasios     | 520       | 95,4%      |
| Rusos        | 5         | 0,9%       |
| Ucranianos   | 1         | 0,2%       |
| Armenios     | 1         | 0,2%       |
| Total        | 545       | 100%       |